# لايتيتيا عيدو
لايتيتيا عيدو (بالفرنسية: Laëtitia Eïdo)‏ هي ممثلة فرنسية من أصل لبناني، اشتهرت في عملها في الدراما الإسرائيلية كدور فاطمة نسومر ضمن مسلسل بنفس الاسم، فيلم «عرب راقصون» للمخرج عيران ريكليس ومسلسل «فوضى».

## خلفية
ولدت لايتيتيا في فرنسا لأب فرنسي وأم لبنانية، عاشت في جنوب فرنسا في مدينة صغيرة تدعى الأرديش قريبة من ليون. لايتيتيا ذات تراث إسلامي مسيحي، صرحت بأن جدها اللبناني مات صبيحة مذبحة صبرا وشاتيلا الذي كان من أصل يهودي. تقول عن زواج والدتها المسلمة برجل مسيحي بأنه مثال عن تجواز الانقسامات الدينية والعرقية.

## الموهبة
اختصت لايتيتيا في لعب أدوار المرأة القوية سواء على الشاشات الكبيرة أو الصغيرة، في 2014 لعبت دور المقاومة فاطمة نسومر في فيلم صورت أحداثه في جبال البربر في الجزائر، وجسدت دور المرأة في مقاومة الاستعمار الفرنسي للجزائز سنة 1850. وفي نفس العام أدت دور «فهيمة» في فيلم «عرب راقصون» للمخرج عيران ريكليس.
في 2015 لعبت دور «الدكتورة شرين العابد» في المسلسل التلفزيوني «فوضى». وفي 2017 في مقابلة مع قناة أرتيو قالت بأن هذا المسلسل يفتح الباب لكل من الإسرائيليين والفلسطينيين في ما يخص ما يحدث مع جيرانهم في الشرق الأوسط، وقد تلقت العديد من الانتقادات في لبنان على مشاركتها في عمل إسرائيلي، وقد كانت مترددة للغاية قبل قبول العرض بعد أن استطاع المنتج إقناعها.

## الجوائز
- أفضل ممثلة: مهرجان مونتريا للفيلم 2016 (دور فاطمة نسومر)
- أفضل ممثلة: مهرجان واغادوغو للفيلم والتلفزيون 2016 (دور فاطمة نسومر)

## فيلموغرافيا
| السنة     | العمل                                   |
| --------- | --------------------------------------- |
| 2008      | الموت الموت Doom-Doom                   |
| 2009      | مسيرة العقرب La marche des crabes       |
| 2011      | مصير روما The Destiny of Rome           |
| 2011      | قصة أم L'histoire d'une mère            |
| 2011      | أمن Suerte                              |
| 2012      | صباح السبت un samedi matin              |
| 2012      | ضربة مضادة Strike Back                  |
| 2012      | المادة 23 Article 23                    |
| 2014      | عرب راقصون Dancing Arabs                |
| 2014      | فاطمة نسومر Fadhma N'Soumer             |
| 2015      | أرض اللاشيء Land of Nothing             |
| 2015      | إيلا Ella                               |
| 2016      | المشروع 21 The12Project                 |
| 2017      | نعم فعلت YES I DO                       |
| 2017      | هواء مقدس Holy Air                      |
| 2017      | تل أبيب تحت النار Tel Aviv on Fire      |
| 2015-2017 | فوضى Fauda                              |
| 2018      | الطيران كالفراشة Vole comme un papillon |